# 아다마르 변환

행렬 곱과 불 함수 및 아다마르 행렬의 월시 스펙트럼:
(1, 0, 1, 0, 0, 1, 1, 0) × H(8) = (4, 2, 0, −2, 0, 2, 0, 2)

(1, 0, 1, 0, 0, 1, 1, 0)의 월시 스펙트럼을 계산하는 더 빠른 방법인 고속 월시-아다마르 변환

원래 함수는 월시 스펙트럼을 통해 산술 다항식으로 표현될 수 있다.

아다마르 변환(영어: Hadamard transform, 월시-아다마르 변환(Walsh–Hadamard transform), 아다마르-라데마허-월시 변환(Hadamard–Rademacher–Walsh transform), 월시 변환(Walsh transform), 또는 월시-푸리에 변환(Walsh–Fourier transform)이라고도 함)은 일반화된 푸리에 변환의 한 예시이다. 이는 2m개의 실수 (또는 복소수 또는 초복소수)에 대해 직교, 대칭, 대합적, 선형 연산을 수행한다 (아다마르 행렬 자체는 순수하게 실수이다).
아다마르 변환은 크기 2의 이산 푸리에 변환(DFT)으로 구성된 것으로 간주될 수 있으며, 실제로는 2 × 2 × ⋯ × 2 × 2 크기의 다차원 DFT와 동일하다. 이는 임의의 입력 벡터를 월시 함수의 중첩으로 분해한다.
이 변환은 프랑스의 수학자인 자크 아다마르(프랑스어: [adamaʁ]), 독일계 미국인 수학자 한스 라데마허, 그리고 미국인 수학자 조세프 월시의 이름을 따서 명명되었다.

## 정의
아다마르 변환 Hm은 2m × 2m 행렬인 아다마르 행렬(정규화 인자로 스케일링됨)로, 2m개의 실수 xn을 2m개의 실수 Xk로 변환한다. 아다마르 변환은 두 가지 방식으로 정의될 수 있다: 재귀적으로 정의하거나, 인덱스 n과 k의 이진 (기수-2) 표현을 사용하여 정의한다.
재귀적으로, 우리는 1 × 1 아다마르 변환 H0를 단위 H0 = 1로 정의하고, m > 0에 대해 Hm을 다음과 같이 정의한다:
{\displaystyle H_{m}={\frac {1}{\sqrt {2}}}{\begin{pmatrix}H_{m-1}&H_{m-1}\\H_{m-1}&-H_{m-1}\end{pmatrix}}}
여기서 1/√2는 때때로 생략되는 정규화 요소이다.
m > 1의 경우, Hm은 다음과 같이 정의될 수도 있다:
{\displaystyle H_{m}=H_{1}\otimes H_{m-1}}
여기서 {\displaystyle \otimes }는 크로네커 곱을 나타낸다. 따라서, 이 정규화 인자를 제외하면, 아다마르 행렬은 완전히 1과 −1로 구성된다.
동등하게, 아다마르 행렬은 (k, n)-번째 항목을 다음과 같이 정의할 수 있다:
{\displaystyle {\begin{aligned}k&=\sum _{i=0}^{m-1}{k_{i}2^{i}}=k_{m-1}2^{m-1}+k_{m-2}2^{m-2}+\dots +k_{1}2+k_{0}\\n&=\sum _{i=0}^{m-1}{n_{i}2^{i}}=n_{m-1}2^{m-1}+n_{m-2}2^{m-2}+\dots +n_{1}2+n_{0}\end{aligned}}}
여기서 kj와 nj는 각각 k와 n의 비트 요소(0 또는 1)이다. 왼쪽 상단 모서리의 요소에 대해 {\displaystyle k=n=0}으로 정의한다. 이 경우, 다음이 성립한다:
{\displaystyle (H_{m})_{k,n}={\frac {1}{2^{m/2}}}(-1)^{\sum _{j}k_{j}n_{j}}}
이는 입력과 출력을 각각 nj와 kj로 인덱싱된 다차원 배열로 간주할 때, 정확히 {\textstyle 2\times 2\times \cdots \times 2\times 2}의 다차원 DFT이며, 유니터리가 되도록 정규화되었다.
아다마르 행렬의 몇 가지 예시는 다음과 같다.
{\displaystyle {\begin{aligned}H_{0}&=+{\begin{pmatrix}1\end{pmatrix}}\\[5pt]H_{1}&={\frac {1}{\sqrt {2}}}\left({\begin{array}{rr}1&1\\1&-1\end{array}}\right)\\[5pt]H_{2}&={\frac {1}{2}}\left({\begin{array}{rrrr}1&1&1&1\\1&-1&1&-1\\1&1&-1&-1\\1&-1&-1&1\end{array}}\right)\\[5pt]H_{3}&={\frac {1}{2^{3/2}}}\left({\begin{array}{rrrrrrrr}1&1&1&1&1&1&1&1\\1&-1&1&-1&1&-1&1&-1\\1&1&-1&-1&1&1&-1&-1\\1&-1&-1&1&1&-1&-1&1\\1&1&1&1&-1&-1&-1&-1\\1&-1&1&-1&-1&1&-1&1\\1&1&-1&-1&-1&-1&1&1\\1&-1&-1&1&-1&1&1&-1\end{array}}\right)\\[5pt](H_{n})_{i,j}&={\frac {1}{2^{n/2}}}(-1)^{i\cdot j}\end{aligned}}}
여기서 {\displaystyle i\cdot j}는 i와 j의 이진 표현의 비트 단위 스칼라곱이다. 예를 들어, {\textstyle n\;\geq \;2}인 경우, {\displaystyle (H_{n})_{3,2}\;=\;(-1)^{3\cdot 2}\;=\;(-1)^{(1,1)\cdot (1,0)}\;=\;(-1)^{1+0}\;=\;(-1)^{1}\;=\;-1}이 되며, 이는 위 결과와 일치한다(전체 상수 무시). 행렬의 첫 번째 행, 첫 번째 열 요소는 {\textstyle (H_{n})_{0,0}}으로 표시된다.
H1은 정확히 크기 2의 DFT이다. 이는 또한 Z/(2)의 두 요소 덧셈 그룹에 대한 푸리에 변환으로 간주될 수 있다.
아다마르 행렬의 행은 월시 함수이다.

## 월시-아다마르 변환의 장점

### 실수
행렬 H의 위 정의에 따르면, 여기서 H = H[m,n]으로 둔다.
{\displaystyle H[m,n]={\begin{pmatrix}1&1\\1&-1\end{pmatrix}}}
월시 변환에서는 행렬에 1과 -1만 나타난다. 1과 -1은 실수이므로 복소수 계산을 수행할 필요가 없다.

### 곱셈이 필요 없음
DFT는 무리수 곱셈이 필요한 반면, 아다마르 변환은 그렇지 않다. 부호 반전만으로 충분하므로 유리수 곱셈도 필요하지 않다.

### 일부 속성은 DFT와 유사
월시 변환 행렬에서 각 행과 각 열은 월시 함수이며, 부호 변화의 수가 연속적으로 증가한다. 즉, 첫 번째 행과 첫 번째 열에는 부호 변화가 없다(모든 항목이 1과 같다). 두 번째 행에는 하나의 부호 변화가 있고, 세 번째 행에는 두 개의 부호 변화가 있으며, 이런 식으로 마지막 행까지 이어진다. {\displaystyle H[m,n]=\left({\begin{array}{rrrrrrrr}1&1&1&1&1&1&1&1\\1&1&1&1&-1&-1&-1&-1\\1&1&-1&-1&-1&-1&1&1\\1&1&-1&-1&1&1&-1&-1\\1&-1&-1&1&1&-1&-1&1\\1&-1&-1&1&-1&1&1&-1\\1&-1&1&-1&-1&1&-1&1\\1&-1&1&-1&1&-1&1&-1\end{array}}\right)}이를 이산 푸리에 변환 {\textstyle e^{-j2\pi mn/N}}과 비교하면, 각 행 i에는 {\textstyle i-1}개의 영점 교차가 포함된다.
이산 푸리에 변환에서 m이 0과 같을 때(첫 번째 행에 해당), 결과도 1이다. 이후 행에 대해서는 행렬의 특성인 신호 주파수가 첫 번째 원본 행렬에서는 낮게 시작하여 다음 행으로 갈수록 증가하다가 마지막 행에서 최고조에 달하는 것을 관찰할 수 있다.

## 푸리에 변환과의 관계
아다마르 변환은 사실 2 × 2 × ⋯ × 2 × 2 크기의 다차원 DFT와 동일하다.
또 다른 접근 방식은 아다마르 변환을 불 대수군 {\displaystyle (\mathbb {Z} /2\mathbb {Z} )^{n}}에 대한 푸리에 변환으로 보는 것이다.
 유한 (아벨) 군에 대한 푸리에 변환을 사용하여, 함수 {\displaystyle f\colon (\mathbb {Z} /2\mathbb {Z} )^{n}\to \mathbb {C} }의 푸리에 변환은 다음과 같이 정의된 함수 {\displaystyle {\widehat {f}}}이다.
{\displaystyle {\widehat {f}}(\chi )=\sum _{a\in (\mathbb {Z} /2\mathbb {Z} )^{n}}f(a){\bar {\chi }}(a)}
여기서 {\displaystyle \chi }는 {\displaystyle (\mathbb {Z} /2\mathbb {Z} )^{n}}의 지표이다. 각 지표는 어떤 {\displaystyle r\in (\mathbb {Z} /2\mathbb {Z} )^{n}}에 대해 {\displaystyle \chi _{r}(a)=(-1)^{a\cdot r}}의 형태를 가지며, 여기서 곱셈은 비트 문자열에 대한 불 스칼라곱이다. 따라서 {\displaystyle {\widehat {f}}}의 입력을 {\displaystyle r\in (\mathbb {Z} /2\mathbb {Z} )^{n}}(폰트랴긴 쌍대성)와 동일시하고, {\displaystyle {\widehat {f}}\colon (\mathbb {Z} /2\mathbb {Z} )^{n}\to \mathbb {C} }를 다음과 같이 정의할 수 있다:
{\displaystyle {\widehat {f}}(r)=\sum _{a\in (\mathbb {Z} /2\mathbb {Z} )^{n}}f(a)(-1)^{r\cdot a}}
이는 {\displaystyle f}와 {\displaystyle {\widehat {f}}}의 입력을 불리언 문자열로 간주할 때 {\displaystyle f}의 아다마르 변환이다.
아다마르 변환이 {\displaystyle 2^{n}}개의 복소수 벡터 {\displaystyle v}에 왼쪽에서 아다마르 행렬 {\displaystyle H_{n}}을 곱하는 위의 공식화 측면에서, 이 동등성은 {\displaystyle f}를 {\displaystyle v}의 요소 인덱스에 해당하는 비트 문자열을 입력으로 받고, {\displaystyle f}가 {\displaystyle v}의 해당 요소를 출력하도록 취함으로써 확인된다.
이는 벡터 {\displaystyle v}에 적용될 때 순환군 {\displaystyle \mathbb {Z} /2^{n}\mathbb {Z} }의 지표를 사용하는 일반적인 이산 푸리에 변환과 비교된다.

## 계산 복잡도
고전적인 영역에서, 아다마르 변환은 고속 아다마르 변환 알고리즘을 사용하여 {\displaystyle n\log n} 연산({\displaystyle n=2^{m}})으로 계산할 수 있다.
양자 영역에서, 아다마르 변환은 양자 논리 게이트로서 병렬화될 수 있으므로 {\displaystyle O(1)} 시간에 계산할 수 있다.

## 양자 컴퓨팅 응용
아다마르 변환은 양자 컴퓨팅에서 광범위하게 사용된다. 2 × 2 아다마르 변환 {\displaystyle H_{1}}은 아다마르 게이트로 알려진 양자 논리 게이트이며, {\displaystyle n}-큐비트 레지스터의 각 큐비트에 아다마르 게이트를 병렬로 적용하는 것은 아다마르 변환 {\displaystyle H_{n}}과 동일하다.

### 아다마르 게이트
양자 컴퓨팅에서 아다마르 게이트는 하나의 큐비트 회전으로, 큐비트-기저 상태 {\displaystyle |0\rangle }와 {\displaystyle |1\rangle }를 계산 기저 상태 {\displaystyle |0\rangle }와 {\displaystyle |1\rangle }의 동일한 가중치를 갖는 두 개의 양자 중첩 상태로 매핑한다. 일반적으로 위상은 다음과 같이 선택된다:
{\displaystyle H={\frac {|0\rangle +|1\rangle }{\sqrt {2}}}\langle 0|+{\frac {|0\rangle -|1\rangle }{\sqrt {2}}}\langle 1|}
디랙 표기법에서. 이는 변환행렬
{\displaystyle H_{1}={\frac {1}{\sqrt {2}}}{\begin{pmatrix}1&1\\1&-1\end{pmatrix}}}
에 해당한다. 이는 {\displaystyle |0\rangle ,|1\rangle } 기저, 즉 계산 기저에서도 알려져 있다. 상태 {\textstyle {\frac {\left|0\right\rangle +\left|1\right\rangle }{\sqrt {2}}}}와 {\textstyle {\frac {\left|0\right\rangle -\left|1\right\rangle }{\sqrt {2}}}}는 각각 {\displaystyle \left|{\boldsymbol {+}}\right\rangle }와 {\displaystyle \left|{\boldsymbol {-}}\right\rangle }로 알려져 있으며, 함께 양자 컴퓨팅에서 극좌표 기저를 구성한다.

### 아다마르 게이트 연산
{\displaystyle {\begin{aligned}H(|0\rangle )&={\frac {1}{\sqrt {2}}}|0\rangle +{\frac {1}{\sqrt {2}}}|1\rangle =:|+\rangle \\H(|1\rangle )&={\frac {1}{\sqrt {2}}}|0\rangle -{\frac {1}{\sqrt {2}}}|1\rangle =:|-\rangle \\H(|+\rangle )&=H\left({\frac {1}{\sqrt {2}}}|0\rangle +{\frac {1}{\sqrt {2}}}|1\rangle \right)={\frac {1}{2}}{\Big (}|0\rangle +|1\rangle {\Big )}+{\frac {1}{2}}{\Big (}|0\rangle -|1\rangle {\Big )}=|0\rangle \\H(|-\rangle )&=H\left({\frac {1}{\sqrt {2}}}|0\rangle -{\frac {1}{\sqrt {2}}}|1\rangle \right)={\frac {1}{2}}{\Big (}|0\rangle +|1\rangle {\Big )}-{\frac {1}{2}}{\Big (}|0\rangle -|1\rangle {\Big )}=|1\rangle \end{aligned}}}
0 또는 1 큐비트에 아다마르 게이트를 한 번 적용하면 (처음 두 연산에서 볼 수 있듯이) 관측될 경우 0 또는 1이 동일한 확률로 나올 양자 상태가 생성된다. 이는 표준 확률적 계산 모델에서 공정한 동전을 던지는 것과 정확히 같다. 그러나 아다마르 게이트를 연속으로 두 번 적용하면 (마지막 두 연산에서 효과적으로 수행되는 것처럼), 최종 상태는 항상 초기 상태와 동일하다.

### 양자 알고리즘의 아다마르 변환
양자 아다마르 변환은 아다마르 변환의 텐서곱 구조 때문에 각 큐비트에 아다마르 게이트를 개별적으로 적용하는 것과 같다. 이 간단한 결과는 양자 아다마르 변환이 {\displaystyle \log _{2}N} 연산을 필요로 하며, 고전적인 경우 {\displaystyle N\log _{2}N} 연산과 비교된다는 것을 의미한다.
{\displaystyle n}-큐비트 시스템의 경우, 각 {\displaystyle n} 큐비트(각각 {\displaystyle |0\rangle }으로 초기화됨)에 작용하는 아다마르 게이트는 {\displaystyle N=2^{n}} 형태일 때 균일한 양자 중첩 상태를 준비하는 데 사용될 수 있다.
이 경우 {\displaystyle n} 큐비트를 사용하면 결합된 아다마르 게이트 {\displaystyle H_{n}}은 {\displaystyle n}개의 아다마르 게이트의 텐서곱으로 표현된다:
{\displaystyle H_{n}=\underbrace {H\otimes H\otimes \ldots \otimes H} _{n{\text{ times}}}}
결과적인 균일 양자 중첩 상태는 다음과 같다:
{\displaystyle H_{n}|0\rangle ^{\otimes n}={\frac {1}{\sqrt {2^{n}}}}\sum _{j=0}^{2^{n}-1}|j\rangle }
이는 모든 {\displaystyle N=2^{n}}에 대해 아다마르 게이트를 사용하여 균일 양자 상태를 준비하는 것을 일반화한다.
이 균일 양자 상태의 측정은 {\displaystyle |0\rangle }과 {\displaystyle |N-1\rangle } 사이의 무작위 상태를 초래한다.
많은 양자 알고리즘은 아다마르 변환을 초기 단계로 사용한다. 앞서 설명했듯이, 이는 {\displaystyle |0\rangle }으로 초기화된 n 큐비트를 {\displaystyle |0\rangle ,|1\rangle } 기저의 모든 2n 직교 상태의 동일한 가중치를 갖는 중첩으로 매핑하기 때문이다. 예를 들어, 이는 도이치–조사 알고리즘, 사이먼의 알고리즘, 번스타인-바지라니 알고리즘, 그리고 그로버 알고리즘에서 사용된다. 쇼어 알고리즘은 초기 아다마르 변환과 양자 푸리에 변환을 모두 사용하는데, 둘 다 유한군에 대한 푸리에 변환의 일종이다. 첫 번째는 {\displaystyle (\mathbb {Z} /2\mathbb {Z} )^{n}}에 대한 것이고 두 번째는 {\displaystyle \mathbb {Z} /2^{n}\mathbb {Z} }에 대한 것이다.
일반적인 경우 {\displaystyle N} ≠  {\displaystyle 2^{n}}일 때 균일 양자 중첩 상태를 준비하는 것은 비자명하며 더 많은 작업이 필요하다.
균일 중첩 상태를 준비하기 위한 효율적이고 결정론적인 접근 방식
{\displaystyle |\Psi \rangle ={\frac {1}{\sqrt {N}}}\sum _{j=0}^{N-1}|j\rangle }
는 모든 {\displaystyle N}에 대해 게이트 복잡도와 회로 깊이가 {\displaystyle O(\log _{2}N)}에 불과하며 최근에 발표되었다. 이 접근 방식은 오직
{\displaystyle n=\lceil \log _{2}N\rceil }
큐비트만 필요하다. 중요한 점은 이 접근 방식에서 균일 중첩 상태 {\displaystyle |\Psi \rangle }를 생성하는 데 보조 큐비트나 다중 제어 양자 게이트가 필요하지 않다는 것이다.

## 분자 계통학(진화생물학) 응용
아다마르 변환은 분자 데이터를 사용하여 계통수를 추정하는 데 사용될 수 있다. 계통학은 유기체 간의 관계를 이해하는 데 초점을 맞춘 진화생물학의 하위 분야이다. DNA 다중서열정렬에서 얻은 위치 패턴 빈도의 벡터(또는 행렬)에 적용된 아다마르 변환은 나무 위상에 대한 정보를 담는 또 다른 벡터를 생성하는 데 사용될 수 있다. 계통 발생학적 아다마르 변환의 가역적 특성은 나무 위상 벡터로부터 위치 가능성을 계산할 수 있게 하여, 아다마르 변환을 최대 가능도 추정에 사용할 수 있도록 한다. 그러나 후자의 응용은 위치 가능성을 계산하는 다른 훨씬 더 효율적인 방법이 있기 때문에 위치 패턴 벡터에서 나무 벡터로의 변환보다 덜 유용하다. 그러나 계통 발생학적 아다마르 변환의 가역적 특성은 수학적 계통 발생학을 위한 우아한 도구를 제공한다.
계통 발생학적 아다마르 변환의 메커니즘은 나무 {\displaystyle T}에 대한 위상 및 분지 길이 정보를 제공하는 벡터 {\displaystyle \gamma (T)}를 사이트 패턴 벡터 또는 행렬 {\displaystyle s(T)}를 사용하여 계산하는 것을 포함한다.
{\displaystyle \gamma (T)=H^{-1}(\ln(Hs(T)))}
여기서 {\displaystyle H}는 적절한 크기의 아다마르 행렬이다. 이 방정식은 해석을 단순화하기 위해 세 개의 방정식 시리즈로 다시 작성될 수 있다:
{\displaystyle {\begin{aligned}r&=Hs(T)\\\rho &=\ln r\\\gamma (T)&=H^{-1}\rho \end{aligned}}}
이 방정식의 가역적 특성은 다음과 같이 예상되는 사이트 패턴 벡터(또는 행렬)를 계산할 수 있게 한다:
{\displaystyle s(T)=H^{-1}(\exp(H\gamma (T)))}
DNA에 대한 Cavender–Farris–Neyman (CFN) 두 상태 치환 모델을 사용하여 뉴클레오타이드를 이진 문자(퓨린 A와 G는 R로, 피리미딘 C와 T는 Y로 인코딩)로 인코딩할 수 있다. 이렇게 하면 다중 서열 정렬을 위 사이트 패턴 벡터 {\displaystyle s(T)}로 인코딩할 수 있으며, 이는 다음 예시에서와 같이 나무 벡터 {\displaystyle \gamma (T)}로 변환될 수 있다:
| 인덱스 | 이진 패턴 | 정렬 패턴    | {\displaystyle \gamma (T)} | {\displaystyle \rho =H^{-1}\gamma (T)} | {\displaystyle r=\exp(\rho )} | {\displaystyle s(T)=H^{-1}\rho } |
| ------ | --------- | ------------ | -------------------------- | -------------------------------------- | ----------------------------- | -------------------------------- |
| 0      | 0000      | RRRR 및 YYYY | −0.475                     | 0                                      | 1                             | 0.6479                           |
| 1      | 0001      | RRRY 및 YYYR | 0.2                        | −0.5                                   | 0.6065                        | 0.1283                           |
| 2      | 0010      | RRYR 및 YYRY | 0.025                      | −0.15                                  | 0.8607                        | 0.02                             |
| 3*     | 0011      | RRYY 및 YYRR | 0.025                      | −0.45                                  | 0.6376                        | 0.0226                           |
| 4      | 0100      | RYRR 및 YRYY | 0.2                        | −0.45                                  | 0.6376                        | 0.1283                           |
| 5*     | 0101      | RYRY 및 YRYR | 0                          | −0.85                                  | 0.4274                        | 0.0258                           |
| 6*     | 0110      | RYYR 및 YRRY | 0                          | −0.5                                   | 0.6065                        | 0.0070                           |
| 7      | 0111      | RYYY 및 YRRR | 0.025                      | −0.9                                   | 0.4066                        | 0.02                             |

이 표에 제시된 예시는 간략화된 세 가지 방정식 체계를 사용하며, Newick 형식으로 ((A,B),(C,D))로 작성될 수 있는 4개 분류군 나무에 대한 것이다. 사이트 패턴은 ABCD 순서로 작성된다. 이 특정 나무는 두 개의 긴 말단 가지(사이트당 0.2개의 트랜스버전 치환), 두 개의 짧은 말단 가지(사이트당 0.025개의 트랜스버전 치환), 그리고 짧은 내부 가지(사이트당 0.025개의 트랜스버전 치환)를 가지고 있다. 따라서 Newick 형식으로는 ((A:0.025,B:0.2):0.025,(C:0.025,D:0.2))로 작성될 것이다. 이 나무는 데이터가 최대 단순성 기준으로 분석될 경우 긴 가지 끌림을 나타낼 것이다(분석된 서열이 관찰된 사이트 패턴 빈도가 {\displaystyle s(T)=H^{-1}\rho } 열에 표시된 예상 빈도에 근접할 만큼 충분히 길다고 가정). 긴 가지 끌림은 인덱스 6의 사이트 패턴(나무 ((A,C),(B,D))를 지지하는)의 예상 수가 참 나무(인덱스 4)를 지지하는 예상 사이트 패턴의 수를 초과한다는 사실을 반영한다. 분명히, 계통 발생학적 아다마르 변환의 가역적 특성은 나무 벡터 {\displaystyle \gamma (T)}가 정확한 나무에 해당한다는 것을 의미한다. 따라서 변환 후의 단순성 분석은 통계적으로 일치하며, 올바른 모델(이 경우 CFN 모델)을 사용하는 표준 최대 우도 분석과 동일하다.
0 인덱스의 사이트 패턴은 (뉴클레오타이드를 퓨린 또는 피리미딘으로 인코딩한 후) 변경되지 않은 사이트에 해당한다. 별표가 있는 인덱스(3, 5, 6)는 "parsimony-informative"하며, 나머지 인덱스는 단일 분류군이 다른 세 분류군과 다른 사이트 패턴을 나타낸다(따라서 표준 최대 우도 계통수에서 말단 가지 길이와 동등하다).
RY 데이터 없이 뉴클레오타이드 데이터를 사용하려면(궁극적으로 0과 1로 재코딩), 사이트 패턴을 행렬로 인코딩할 수 있다. 4개 분류군 나무를 고려하면 총 256개의 사이트 패턴(4개의 뉴클레오타이드의 4제곱)이 존재한다. 그러나 기무라 3매개변수(또는 K81) 모델의 대칭성을 통해 DNA에 대한 256개의 가능한 사이트 패턴을 64개 패턴으로 줄일 수 있으며, 이로 인해 4개 분류군 나무에 대한 뉴클레오타이드 데이터를 8 × 8 행렬로 인코딩할 수 있다. 이는 위에서 전이(RY) 사이트 패턴에 사용된 8개 요소 벡터와 유사하다. 이는 클라인 4원군을 사용하여 데이터를 재코딩함으로써 달성된다:
| 뉴클레오타이드 1 | 뉴클레오타이드 2 | 뉴클레오타이드 3 | 뉴클레오타이드 4 |
| ---------------- | ---------------- | ---------------- | ---------------- |
| A (0,0)          | G (1,0)          | C (0,1)          | T (1,1)          |
| C (0,0)          | T (1,0)          | A (0,1)          | G (1,1)          |
| G (0,0)          | A (1,0)          | T (0,1)          | C (1,1)          |
| T (0,0)          | C (1,0)          | G (0,1)          | A (1,1)          |

RY 데이터와 마찬가지로, 사이트 패턴은 임의로 선택된 첫 번째 분류군의 염기를 기준으로 색인화되며, 이후 분류군의 염기는 해당 첫 번째 염기를 기준으로 인코딩된다. 따라서 첫 번째 분류군은 비트 쌍 (0,0)을 받는다. 이 비트 쌍을 사용하여 RY 벡터와 유사한 두 개의 벡터를 생성한 다음 해당 벡터를 사용하여 행렬을 채울 수 있다. 이는 Hendy et al. (1994)의 예시를 사용하여 설명할 수 있으며, 이는 네 가지 영장류 헤모글로빈 유사유전자의 다중 서열 정렬을 기반으로 한다:
|   | 0    | 8 | 16 | 24 | 32 | 40 | 48 | 56 |
| - | ---- | - | -- | -- | -- | -- | -- | -- |
| 0 | 8988 | 9 | 10 | 12 | 24 |    |    | 90 |
| 1 | 41   | 9 |    | ** |    |    |    |    |
| 2 | 45   |   | 13 |    |    |    |    |    |
| 3 | 54*  |   |    | 14 |    |    |    | 3  |
| 4 | 94   |   |    |    | 20 |    |    |    |
| 5 |      |   | 1  |    |    |    |    |    |
| 6 | 2    |   |    |    | 2  |    |    |    |
| 7 | 356  |   | 1  |    | 1  |    |    | 75 |

0열에 훨씬 더 많은 사이트 패턴이 있는 것은 0열이 전이 차이에 해당하기 때문이며, 이는 거의 모든 유전체 영역 비교에서 트랜스버전 차이보다 더 빠르게 축적된다(그리고 이 예시에 사용된 헤모글로빈 유사유전자에서는 확실히 더 빠르게 축적된다). AAGG 사이트 패턴을 고려하면 클라인 군 비트 쌍의 두 번째 요소에 대해 이진 패턴 0000이 되고, 첫 번째 요소에 대해 0011이 된다. 이 경우 첫 번째 요소를 기반으로 한 이진 패턴은 인덱스 3(테이블에서 단일 별표로 표시)에 해당한다. GGAA, CCTT, TTCC 사이트 패턴도 정확히 같은 방식으로 인코딩된다. AACT 사이트 패턴은 두 번째 요소에 대해 이진 패턴 0011, 첫 번째 요소에 대해 0001로 인코딩된다. 이는 첫 번째 요소에 대해 인덱스 1, 두 번째 요소에 대해 인덱스 3을 생성한다. 두 번째 클라인 군 비트 쌍을 기반으로 한 인덱스는 8을 곱하여 열 인덱스(이 경우 24열)를 산출한다. AACT 사이트 패턴의 개수가 포함될 셀은 두 개의 별표로 표시되어 있다. 그러나 예시에서 숫자가 없는 것은 서열 정렬에 AACT 사이트 패턴이 없음을 나타낸다(마찬가지로 CCAG, GGTC, TTGA 사이트 패턴도 같은 방식으로 인코딩되며, 이들도 없음).

## 기타 응용
아다마르 변환은 데이터 암호화, JPEG XR 및 MPEG-4 AVC와 같은 많은 신호 처리 및 데이터 압축 알고리즘에서도 사용된다. 영상 압축 응용 프로그램에서는 일반적으로 변환된 차이의 절대값 합계 형태로 사용된다. 또한 양자 컴퓨팅에서 상당수의 알고리즘의 중요한 부분이다. 아다마르 변환은 핵자기 공명, 질량 분석법 및 결정학과 같은 실험 기술에도 적용된다. 또한 일부 버전의 지역 민감 해싱에서도 의사 난수 행렬 회전을 얻기 위해 사용된다.

## 같이 보기
- 고속 왈시-아다마르 변환
- 유사-아다마르 변환
- 하르 변환
- 일반화된 분배 법칙